# Dongducheon
Dongducheon (Hán Việt: Đông Đậu Xuyên) là một thành phố thuộc tỉnh Gyeonggi, Hàn Quốc. Thành phố có diện tích km2, dân số là hơn người (năm 2008). Thành phố nằm ở phía bắc Seoul. Thành phố có tầm quan trọng chiến lược trong việc bảo vệ thủ đô Hàn Quốc. Các doanh trại chính của  US Second Infantry Division đóng ở thành phố.

## Các đơn vị hành chính
Thành phố được chia thành 7 dong, 145 tong, 1172 ban.

## Khí hậu
| Dữ liệu khí hậu của Dongducheon          | Dữ liệu khí hậu của Dongducheon | Dữ liệu khí hậu của Dongducheon | Dữ liệu khí hậu của Dongducheon | Dữ liệu khí hậu của Dongducheon | Dữ liệu khí hậu của Dongducheon | Dữ liệu khí hậu của Dongducheon | Dữ liệu khí hậu của Dongducheon | Dữ liệu khí hậu của Dongducheon | Dữ liệu khí hậu của Dongducheon | Dữ liệu khí hậu của Dongducheon | Dữ liệu khí hậu của Dongducheon | Dữ liệu khí hậu của Dongducheon | Dữ liệu khí hậu của Dongducheon |
| Tháng                                    | 1                               | 2                               | 3                               | 4                               | 5                               | 6                               | 7                               | 8                               | 9                               | 10                              | 11                              | 12                              | Năm                             |
| ---------------------------------------- | ------------------------------- | ------------------------------- | ------------------------------- | ------------------------------- | ------------------------------- | ------------------------------- | ------------------------------- | ------------------------------- | ------------------------------- | ------------------------------- | ------------------------------- | ------------------------------- | ------------------------------- |
| Cao kỉ lục °C (°F)                       | 15.0 (59.0)                     | 19.8 (67.6)                     | 24.7 (76.5)                     | 31.0 (87.8)                     | 33.4 (92.1)                     | 35.5 (95.9)                     | 36.2 (97.2)                     | 38.7 (101.7)                    | 33.2 (91.8)                     | 29.7 (85.5)                     | 26.2 (79.2)                     | 16.3 (61.3)                     | 38.7 (101.7)                    |
| Trung bình ngày tối đa °C (°F)           | 2.4 (36.3)                      | 5.8 (42.4)                      | 12.1 (53.8)                     | 19.0 (66.2)                     | 24.5 (76.1)                     | 28.2 (82.8)                     | 29.0 (84.2)                     | 30.1 (86.2)                     | 26.3 (79.3)                     | 20.5 (68.9)                     | 12.2 (54.0)                     | 3.9 (39.0)                      | 17.8 (64.1)                     |
| Trung bình ngày °C (°F)                  | −3.8 (25.2)                     | −0.8 (30.6)                     | 5.0 (41.0)                      | 11.6 (52.9)                     | 17.4 (63.3)                     | 21.8 (71.2)                     | 24.3 (75.7)                     | 24.9 (76.8)                     | 20.1 (68.2)                     | 13.1 (55.6)                     | 5.7 (42.3)                      | −1.9 (28.6)                     | 11.4 (52.6)                     |
| Tối thiểu trung bình ngày °C (°F)        | −9.0 (15.8)                     | −6.2 (20.8)                     | −0.8 (30.6)                     | 5.2 (41.4)                      | 11.3 (52.3)                     | 16.7 (62.1)                     | 20.9 (69.6)                     | 21.2 (70.2)                     | 15.3 (59.5)                     | 7.4 (45.3)                      | 0.5 (32.9)                      | −6.9 (19.6)                     | 6.3 (43.3)                      |
| Thấp kỉ lục °C (°F)                      | −26.2 (−15.2)                   | −19.7 (−3.5)                    | −10.7 (12.7)                    | −4.7 (23.5)                     | 2.6 (36.7)                      | 8.0 (46.4)                      | 15.3 (59.5)                     | 12.1 (53.8)                     | 4.4 (39.9)                      | −4.7 (23.5)                     | −10.1 (13.8)                    | −18.0 (−0.4)                    | −26.2 (−15.2)                   |
| Lượng Giáng thủy trung bình mm (inches)  | 18.4 (0.72)                     | 26.0 (1.02)                     | 32.0 (1.26)                     | 73.2 (2.88)                     | 95.2 (3.75)                     | 130.5 (5.14)                    | 431.7 (17.00)                   | 347.5 (13.68)                   | 137.9 (5.43)                    | 55.1 (2.17)                     | 47.4 (1.87)                     | 22.2 (0.87)                     | 1.417,1 (55.79)                 |
| Số ngày giáng thủy trung bình (≥ 0.1 mm) | 5.2                             | 5.3                             | 7.2                             | 9.0                             | 9.0                             | 10.3                            | 16.8                            | 14.8                            | 8.4                             | 6.5                             | 8.3                             | 7.6                             | 108.4                           |
| Số ngày tuyết rơi trung bình             | 7.1                             | 5.3                             | 3.6                             | 0.1                             | 0.0                             | 0.0                             | 0.0                             | 0.0                             | 0.0                             | 0.0                             | 2.0                             | 6.6                             | 24.6                            |
| Độ ẩm tương đối trung bình (%)           | 60.9                            | 57.5                            | 55.3                            | 55.3                            | 62.3                            | 68.4                            | 79.5                            | 77.8                            | 73.6                            | 69.3                            | 64.9                            | 62.4                            | 65.6                            |
| Số giờ nắng trung bình tháng             | 183.7                           | 180.8                           | 209.6                           | 206.0                           | 231.2                           | 203.9                           | 128.7                           | 164.1                           | 182.4                           | 201.2                           | 160.6                           | 169.6                           | 2.221,8                         |
| Phần trăm nắng có thể                    | 57.3                            | 56.4                            | 51.1                            | 48.9                            | 47.1                            | 41.0                            | 24.3                            | 35.4                            | 43.7                            | 53.8                            | 52.3                            | 54.8                            | 46.0                            |
| Nguồn:                                   |                                 |                                 |                                 |                                 |                                 |                                 |                                 |                                 |                                 |                                 |                                 |                                 |                                 |